# Казе Калвино (Беневенто)
Казе Калвино је насеље у Италији у округу Беневенто, региону Кампанија.
Према процени из 2011. у насељу је живело 10 становника. Насеље се налази на надморској висини од 542 м.